# Giuseppe Piermarini

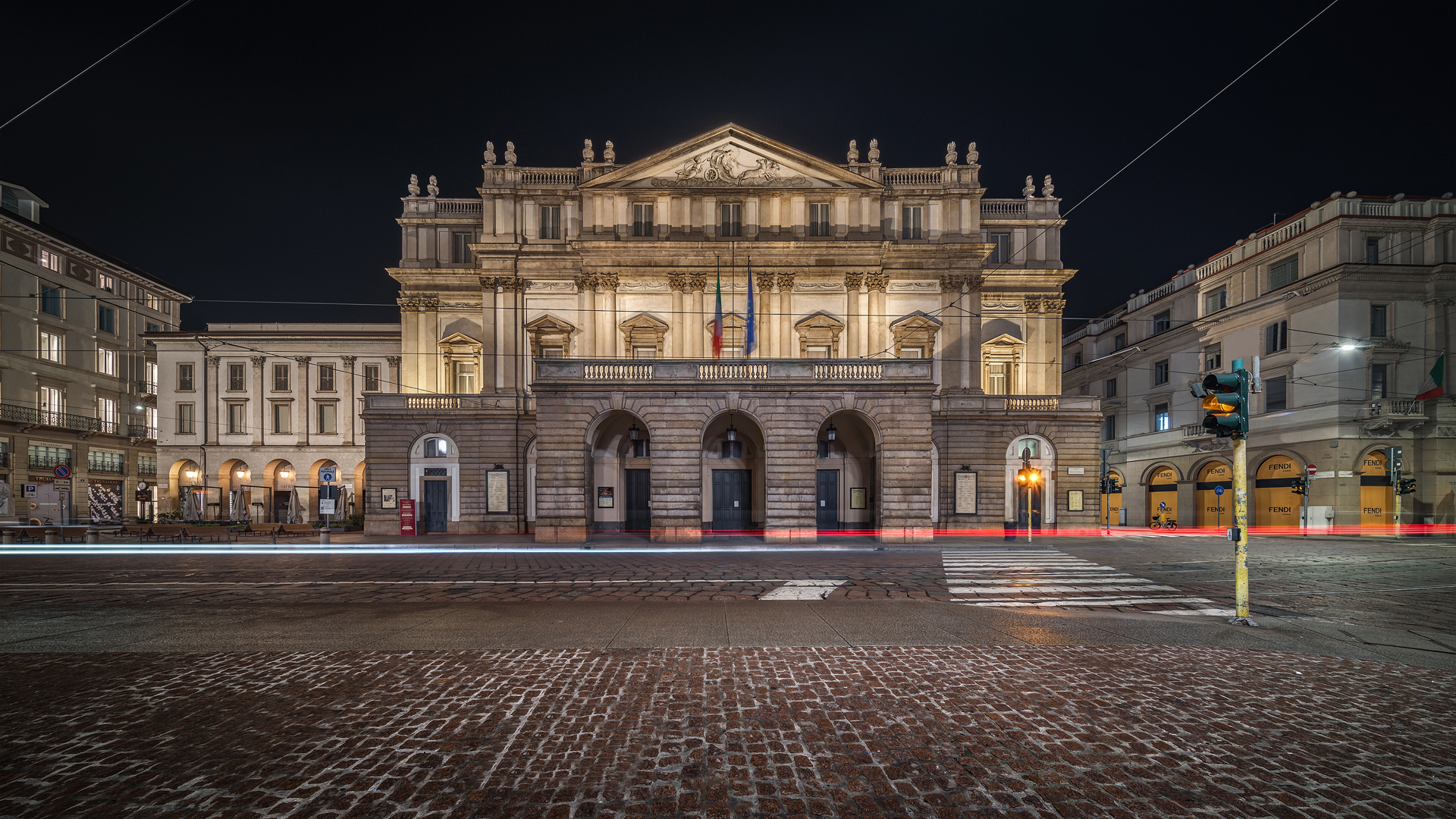
Fasada Teatro della Scala (Mediolan)

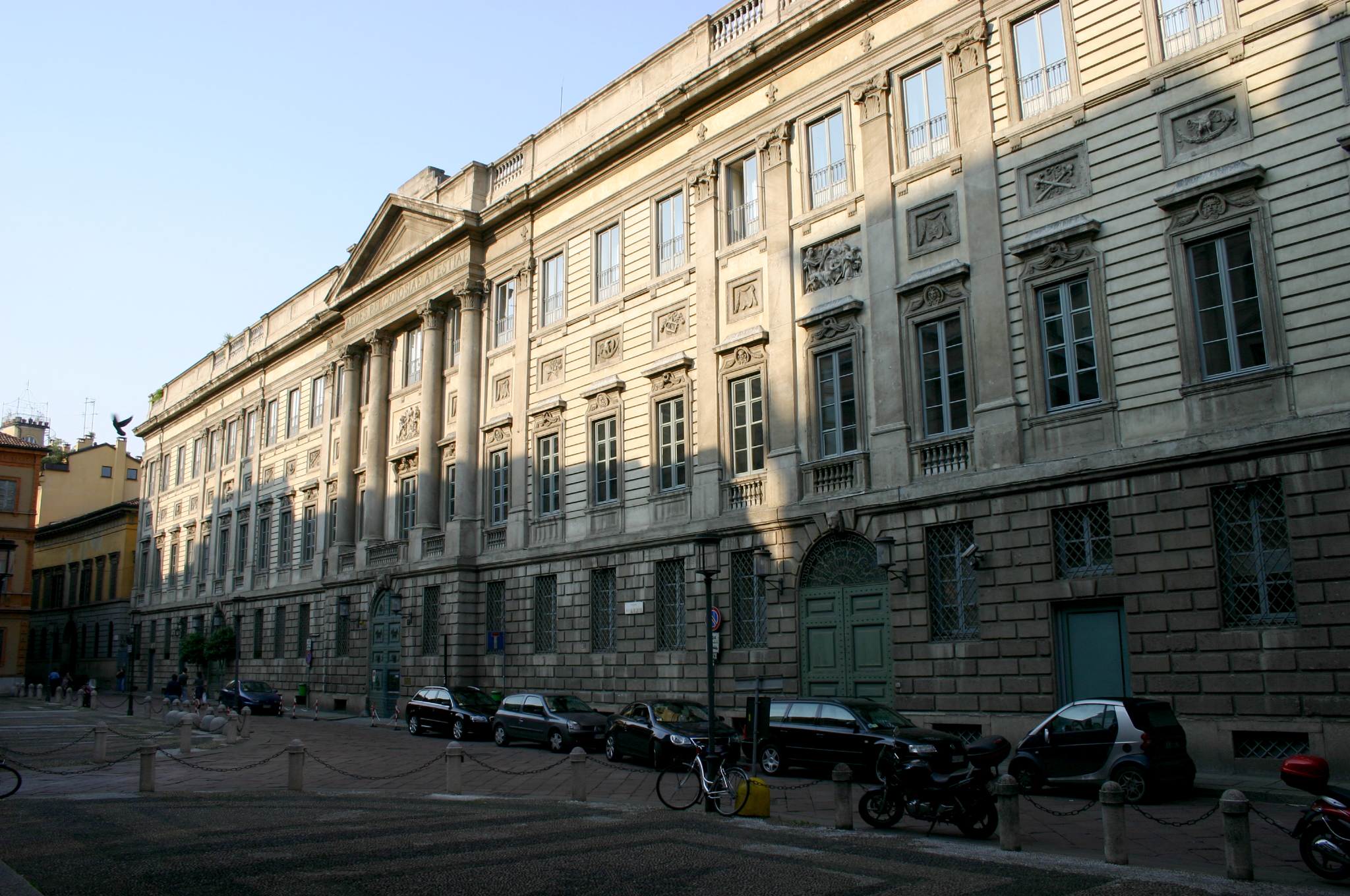
Palazzo Begioioso (Mediolan)

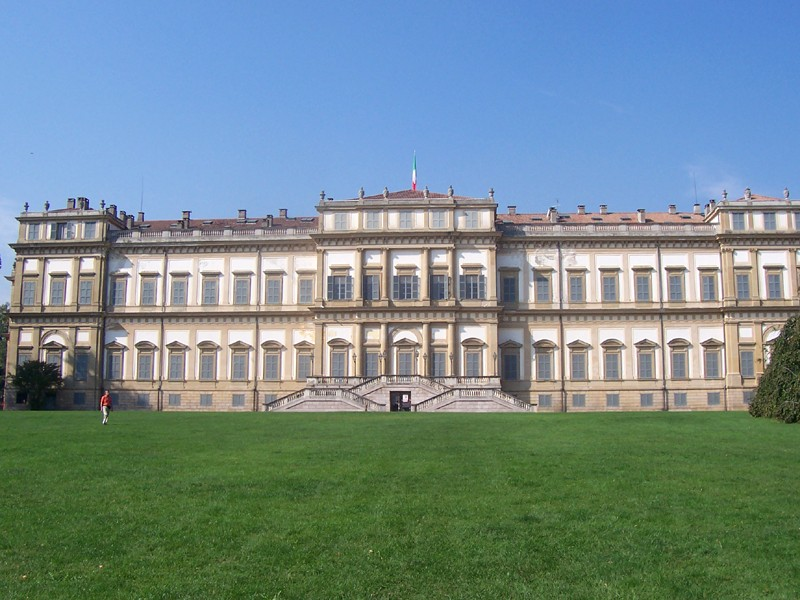
Villa Reale (Monza)

Giuseppe Piermarini (ur. 18 lipca 1734 Foligno - 18 lutego 1808 Foligno), włoski architekt, przedstawiciel klasycyzmu.

## Projekty
Do najbardziej znanych jego prac zalicza się m.in.:
- fasada Teatro della Scala
- Palazzo Reale
- Palazzo Begioioso
- Villa Reale w Monza